# ادیهالی (کریشناراجپت)
ادیهالی (کریشناراجپت) (به انگلیسی: Adihalli (Krishnarajpet)) در هند است که در کارناتاکا واقع شده‌است.